# Andreas Bärtels
Andreas Bärtels (* 1. Oktober 1930 in Recke; † 17. Juni 2021) war ein deutscher Dendrologe.

## Leben
Er wirkte als Technischer Leiter des Forstbotanischen Gartens in Göttingen, war Geschäftsführer der Deutschen Dendrologischen Gesellschaft und später deren Vizepräsident.

## Schriften (Auswahl)
- zusammen  mit Andreas Roloff: Gehölze. Bestimmung, Herkunft und Lebensbereiche, Eigenschaften und Verwendung (= Gartenflora, Band 1). Ulmer, Stuttgart-Hohenheim 1996 (2., vollkommen neu bearbeitete Auflage unter dem Titel Flora der Gehölze. Bestimmung, Eigenschaften und Verwendung. Mit einem Winterbestimmungsschlüssel von Bernd Schulz. Ulmer, Stuttgart-Hohenheim 2006; 3., korrigierte Auflage, Ulmer, Stuttgart-Hohenheim 2008; 4., vollkommen überarbeitete und erweiterte Auflage, Ulmer, Stuttgart-Hohenheim 2014; ISBN 978-3-8001-8246-6).
- Steinobst. Blüten und Früchte. Bern 2017, ISBN 978-3-7225-0159-8.
- Taschenatlas Blütenbäume für den Hausgarten. 108 Arten und Sorten für den Garten. Stuttgart 2019, ISBN 3-8186-0523-8.
- Ahorn. Arten, Farben, Formen. Bern 2019, ISBN 3-7225-0173-3.
- Zauberhafte Magnolien. Exotische Schönheiten in heimischen Gärten. Wiebelsheim 2020, ISBN 3-494-01789-1.
- Wild- und Zieräpfel. Üppige Pracht für Gärten und Parks. Wiebelsheim 2021, ISBN 3-494-01830-8.